# O Jerusalem, bland städer
O Jerusalem, bland städer är en psalm skriven på 600-700-talet och heter på latin Urbs beata Jerusalem. Texten översattes till svenska 1968 av Anders Frostenson. Musiken är skriven 1869 av John Goss.

## Publicerad i
- 1986 års psalmbok som nr 640 under rubriken "Himlen".